# Delphinium antonianum
Delphinium antonianum är en ranunkelväxtart som beskrevs av Alice Eastwood. Delphinium antonianum ingår i släktet storriddarsporrar, och familjen ranunkelväxter. Inga underarter finns listade i Catalogue of Life.